# 審判員 (バレーボール)

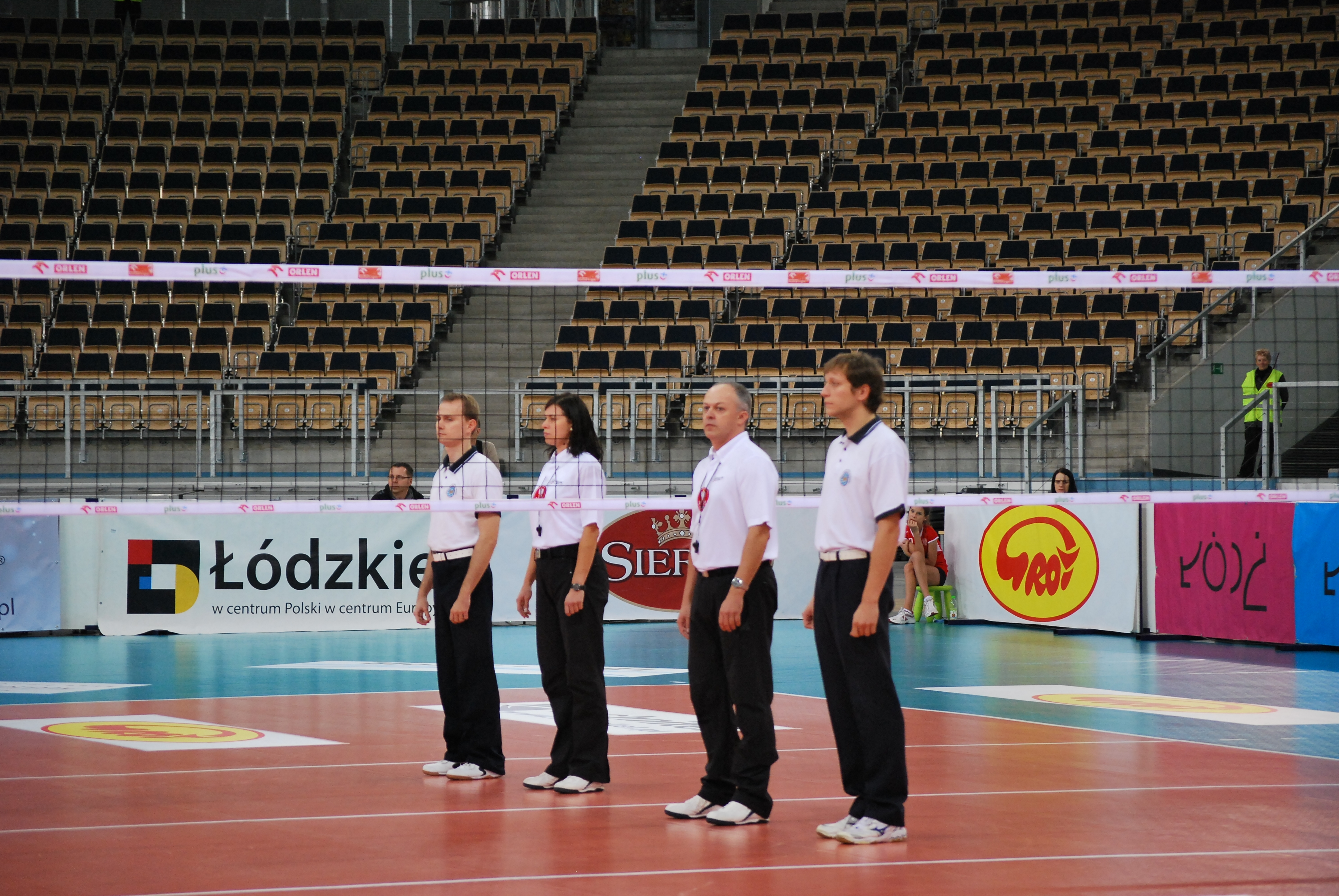
バレーボールの審判員

バレーボールにおいて審判員（しんぱんいん）は、試合の進行と判定を行う者である。

## 概要
バレーボール試合会場においては、下記の要員をおき進行を図っている。
- 審判員
  - 主審（ファースト・レフリー） 1名
  - 副審（セカンド・レフリー） 1名
  - 記録員 1名
  - アシスタント・スコアラー[1] 1名
  - 線審（ライン・ジャッジ） 2名または4名[2]
- ジュリー（大会責任者）[3]
- 判定員 3名
- ボール・リトリバー[4] 6名 - ロスタイムなくサーバーにボールを渡せるように事前準備を行う。
- モッパー[5] - 濡れたコートの清掃を行う。

## 審判員の役割
審判員は試合の判定を行い、ハンドシグナルで判定内容を他者に伝える。また主審、副審だけが試合中に吹笛することができる。

### 主審

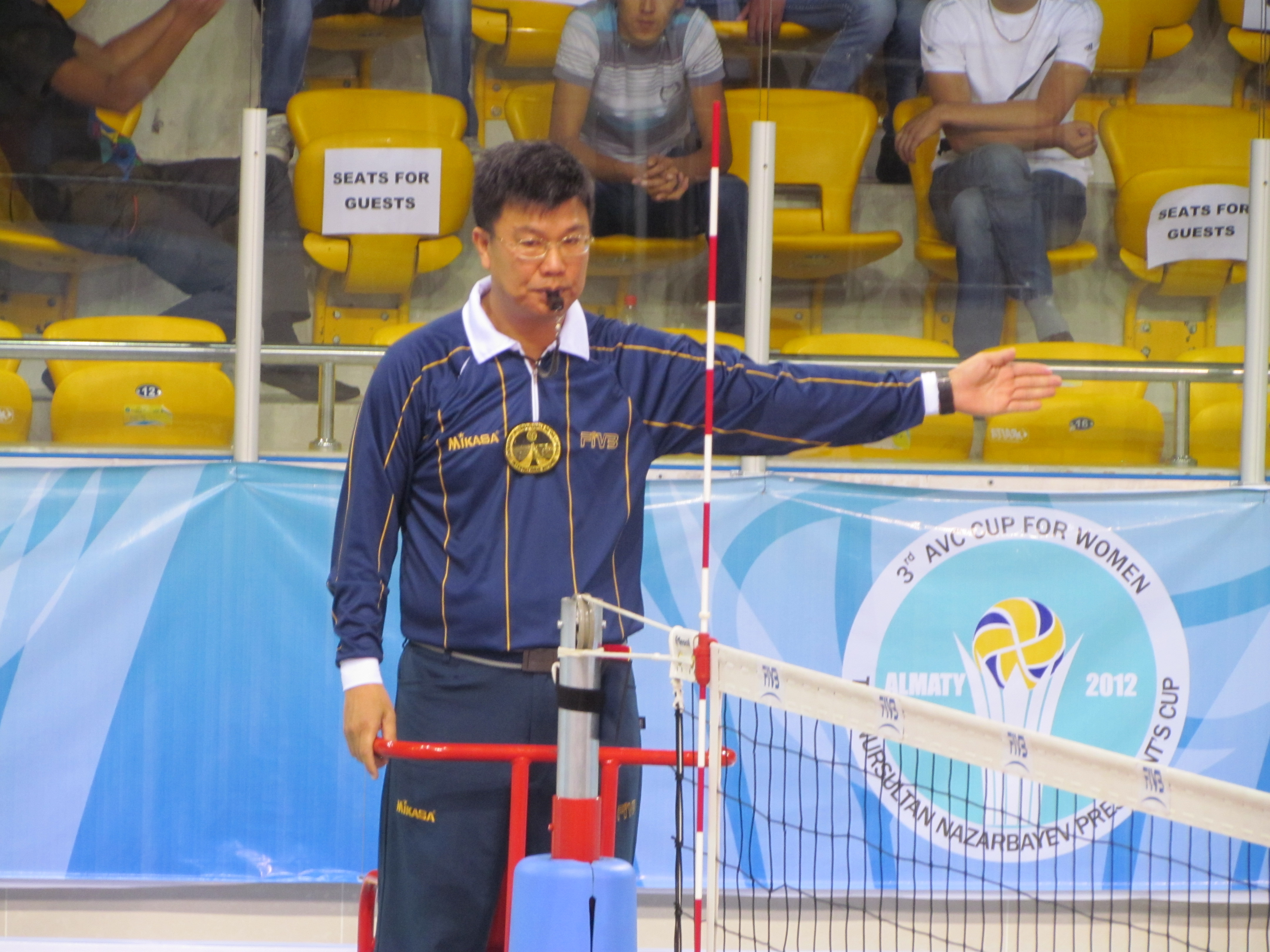
バレーボールの主審

主審はその試合の審判団と両チームメンバーに対し最高の権限を持つ。他審判員の下した判定が誤っていると判断した場合はオーバーコールすることができ、それが最終決定となる。また対戦チームのゲームキャプテンから判定に関する質問があった場合には説明を行う。試合中の権限は次の通り。
- チームに警告を与える。
- 不法行為や遅延行為に罰則を与える。
- ボール・リトリバーおよびモッパーをコントロールする。
- 次の判定を行う。
  - サーバー、スクリーンを含むサーブ側チームのポジションに関する反則
  - ボールをプレーするときの反則
  - ネット上方およびその上部に関する反則
  - リベロのアタックおよび後衛プレーヤーのアタックに関する反則
  - リベロのフロントゾーンにおけるオーバーハンドトスに関する反則
  - ボールがネット下を通過した場合の判定
  - 後衛プレーヤーのブロックおよびリベロのブロック

### 副審

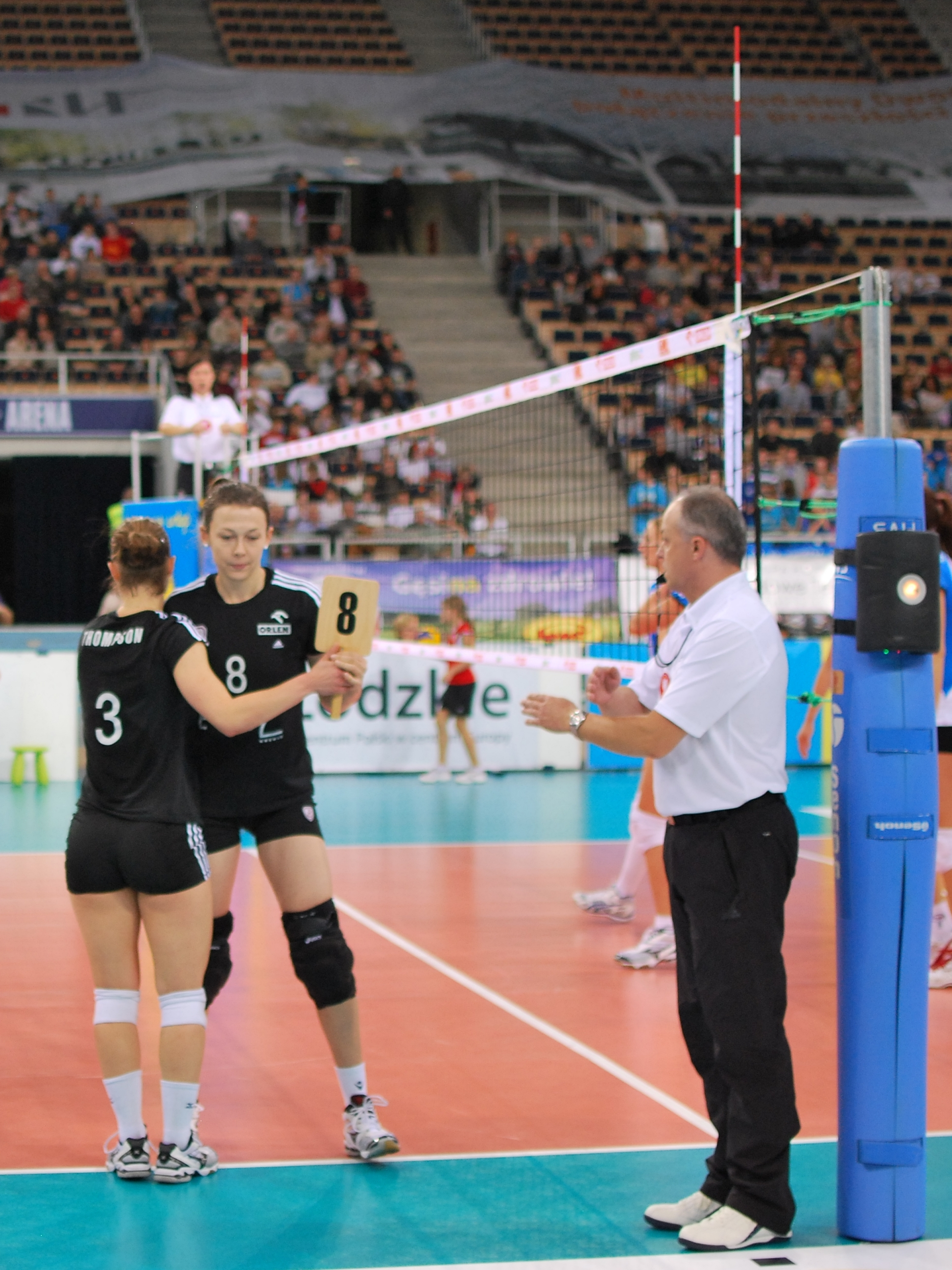
副審が選手交代を許可する場面

副審は主審の補佐を行うが、自らの責任範囲も合わせ持つ。責任範囲外のことがらでも主審に報告することはできる。責任範囲は次の通り。
- セット開始前のローテーション確認
- タイムアウトの回数や選手交代の回数をコントロールし、当該チーム監督に伝える。
- プレーヤーが負傷した場合の回復時間（いわゆるインジャリータイム、3分間）または交代を許可する。
- 記録員をコントロールする。
- ウォームアップゾーンにいるプレーヤーをコントロールする。
- 次の判定を行う。
  - タッチネット行為
  - 相手コートおよびネット下部への侵入
  - サーブレシーブチーム側のポジションに関する反則
  - ローテーションミス
  - 副審側のアンテナに触れる行為
  - 後衛プレーヤーのブロックおよびリベロのブロック
  - リベロのアタックおよび後衛プレーヤーのアタックに関する反則
  - ボールが外部の物体に触れた場合
  - ボールが床に落ち、主審がそれを確認できない場合
  - 副審側のマーカー外通過

### 記録員
記録員は副審に協力しながら公式記録を作成する。規則に従っていないと判断した場合、ブザー等で主審・副審に合図する。

サーブ順をコントロールし誤りがあった場合には、ただちにブザー等で主審・副審に合図する。

またタイムアウトとリベロを除くプレーヤー交代を記録し、副審に通告する。

### アシスタント・スコアラー
アシスタント・スコアラーは記録員を補佐し、リベロプレーヤーの交代を記録、コントロールする。
また記録席上の卓上得点板を使用し掲示し、他のスコアボード表示が正しいかどうか確認する。

### 線審
線審は40cm四方の（赤や黄色の）旗を使用して次の事象を判定し、フラッグ・シグナルを送る。
- 担当するライン近くに落ちたボールのインまたはアウト
- レシーブ側のチームがアウトボールに接触した場合
- マーカー外通過
- サーブが打たれた瞬間にコート外にプレーヤーがはみ出していないかの判定
- サーブエリア外またはエンドラインを踏み越してサーブした場合
- プレーヤーがアンテナに触れた場合

## 審判員の資格の種類
国際バレーボール連盟(FIVB)公認の審判資格には下のような種類がある。
- FIVBレフェリー（国際審判員の中から特に優秀な者)
- 国際審判員 (International Referee)
- 国際審判員候補 (International Referee Candidate)

日本バレーボール協会(JVA)公認の審判資格には下のような種類がある。
- 名誉審判員
- A級審判員
- A級候補審判員
- B級審判員
- C級審判員

このほかに、都道府県協会などが公認する公認審判員資格もある。自分が取得している資格によってワッペンを胸元に着用して審判をする。
2011年現在、日本人の国際審判員は20名、A級審判員は700名ほどいる。

## 判定員
判定員（正確には技術統計判定員）とは、バレーボールの基本技術のデータを処理して、公式記録として出すことのできる人のことをいう。
判定員には下のような資格の種類がある。
- 技術統計判定指導員
- 技術統計上級判定員
- 技術統計判定員

判定指導員は判定員、上級判定員の指導にあたり、上級判定員はFIVB国際大会の技術統計の判定をすることができ、判定員はJVA公式国内大会の判定ができる人である。
判定を行うには3人1組となり、判定をする人、パソコンに入力する人、バックアップをとる人とわかれて作業をしている。
パソコンに入力するときには専用のソフト（VリーグなどではjVIS(japan volleyball information system)、国際大会などではVIS(volleyball information system)）を使用している。ただし、このソフトは基本的には配布されていない。